# Federação Amazonense de Futebol
De Federação Amazonense de Futebol (Nederlands: Voetbalfederatie van Amazonas) werd opgericht op 26 september 1967 en controleert alle officiële voetbalcompetities in de staat Amazonas. De federatie vertegenwoordigt de voetbalclubs bij de overkoepelende CBF en organiseert de Campeonato Amazonense. 
Acre · Alagoas · Amapá · Amazonas · Bahia · Ceará · Espírito Santo · Federaal District · Goiás · Maranhão · Mato Grosso · Mato Grosso do Sul · Minas Gerais · Pará · Paraíba · Paraná · Pernambuco · Piauí · Rio de Janeiro · Rio Grande do Norte · Rio Grande do Sul · Rondônia · Roraima · Santa Catarina · São Paulo · Sergipe · Tocantins